# Dacarbazină
Dacarbazina (DTIC) este un medicament chimioterapic utilizat în tratamentul limfomului Hodgkin și al melanomului (malign metastazat). În limfomul Hodgkin, este utilizat în asociere cu vinblastină, bleomicină și doxorubicină. Calea de administrare este intravenaosă.
Din punct de vedere structural, este un derivat de triazenă și imidazol și face parte din categoria agenților alchilanți ai ADN-ului. Se află pe lista medicamentelor esențiale ale Organizației Mondiale a Sănătății.